# Khadja Nin
Khadja Nin (27 juni 1959) is een Burundese zangeres en muzikante. Ze is geboren in Burundi als jongste in een gezin van acht kinderen. Haar vader was diplomaat. Ze studeerde muziek op jonge leeftijd, net als de meeste van haar broers en zusters. Met haar uitzonderlijke stem werd ze al op zevenjarige leeftijd solozangeres in het koor van Bujumbura en trad ze op in de plaatselijke kathedraal.

## Biografie
Nin verhuisde van Burundi naar Zaïre in 1975 en trouwde in 1978. In 1980 emigreerde ze naar België met haar zoon van twee jaar. In 1985 ontmoette ze de muzikant Nicolas Fiszman, die haar aan een platencontract hielp bij BMG. In 1992 verscheen haar debuutalbum Khadja Nin, waaruit de Belgische hit Wale Watu kwam. Haar tweede album uit 1994, Ya Pili, kreeg goede kritieken. In 1996 verscheen haar succesvolle album Sambolera, gezongen in het Swahili, Kirundi en Frans. Nin gebruikt een mengeling van Afrikaanse ritmes en moderne popmuziek om haar eigen unieke klank te vormen.
Khadja Nin is gehuwd met voormalig autocoureur Jacky Ickx.

## Discografie
- Khadja Nin (1992)
- Ya Pili... (1994)
- Sambolera (1996)
- Ya... (1998)